# The Timid Young Man
Pour plus de détails, voir Fiche technique et Distribution.
The Timid Young Man est un court métrage de Mack Sennett, réalisé en 1935.

## Fiche technique
- Producteur : E. H. Allen et E. W. Hammons
- Langue : anglais
- Date de sortie : 25 octobre 1935

## Distribution
- Buster Keaton : Milton
- Lona Andre : Helen
- Tiny Sandford : Mortimer
- Kitty McHugh : la fiancée de Milton
- Harry Bowen : serviteur de Milton
- Don Brodie : employé de bureau (non crédité)
- James C. Morton : le père d'Helen (non crédité)